# 矢巾温泉
矢巾温泉（やはばおんせん）は、岩手県矢巾町南昌山山麓にある温泉。

## 周辺施設
- 南昌山（志波三山）
- 幣掛の滝
- 矢巾町ゲートボール場